# Liste der Bodendenkmale in Halsbrücke
In der Liste der Bodendenkmale in Halsbrücke sind die Bodendenkmale der Gemeinde Halsbrücke und ihrer Ortsteile nach dem Stand der Auflistung von Volkmar Geupel aus dem Jahr 1983 aufgelistet. Eventuelle Änderungen und Ergänzungen, insbesondere aus der Zeit nach der Wende, sind nicht berücksichtigt, da für Sachsen aktuell keine neueren allgemein zugänglichen Bodendenkmallisten vorliegen. Die Baudenkmale sind in der Liste der Kulturdenkmale in Halsbrücke aufgeführt.
| Denkmal-ID | Fundart          | Ortsteil     | Bezeichnung | Zeitstellung    | Lage                                           | Bemerkungen                                     | Bild |
| ---------- | ---------------- | ------------ | ----------- | --------------- | ---------------------------------------------- | ----------------------------------------------- | ---- |
| ?          | besonderer Stein | Conradsdorf  | Steinkreuz  | Spätmittelalter | nordöstlicher Ortsausgang, am Pfarrhof         | Spießeinritzung, Schutz seit 18. Juli 1963      |      |
| ?          | besonderer Stein | Niederschöna | Steinkreuz  | Spätmittelalter | Ortsmitte, vor der Kirchhofsmauer am Pfarrhof  | Schwerteinzeichnung, Schutz seit 17. April 1963 |      |
| ?          | besonderer Stein | Niederschöna | Steinkreuz  | Spätmittelalter | nordöstlich des Orts, 500 m westlich der B 173 | Kopf abgeschlagen, Schutz seit 17. April 1963   |      |